# Regione di Vulpecula OB1
La regione di Vulpecula OB1 comprende un gruppo di deboli nebulose di gas ionizzato di varie dimensioni legate a un'associazione di stelle giovani e calde, l'associazione OB nota come Vulpecula OB1.
L'associazione si trova nella parte iniziale del Braccio di Orione a circa 2300 parsec (7500 anni luce) di distanza, ed è formata da una trentina di stelle molto massicce di colore azzurre e un'età non superiore ai 5 milioni di anni; il nucleo dell'associazione coincide con il giovane ammasso aperto NGC 6823, circondato dai gas della nebulosa Sh2-86. Il gran numero di sorgenti infrarosse e di getti molecolari immersi nei gas di questa e delle nubi circostanti testimoniano che nella regione i fenomeni di formazione stellare risultano essere ancora attivi.
L'azione del vento stellare e l'esplosione di alcune supernovae hanno modellato profondamente le nubi circostanti, creando delle strutture nebulose di aspetto cometario nella cui "testa" si trovano giovani stelle in formazione.

## Osservazione

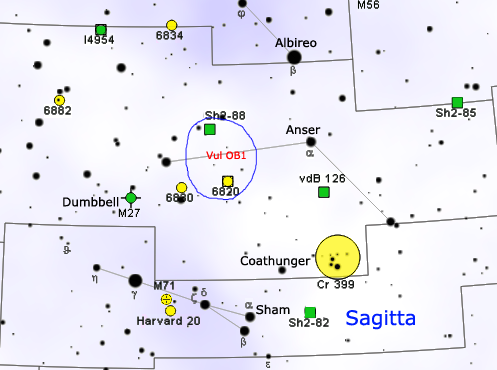
Mappa della regione di Vulpecula OB1.

La regione dell'associazione Vulpecula OB1 si presenta alla semplice osservazione ad occhio nudo come una zona oscura della Via Lattea, fortemente oscurata da grandi complessi nebulosi non illuminati che si frappongono sulla linea di vista. L'individuazione di questa regione è relativamente semplice, trovandosi a circa 6° in direzione sudovest rispetto alla famosa stella Albireo (β Cygni). Tramite l'utilizzo di un binocolo 10x50 sono visibili soltanto alcune stelle di ottava e nona magnitudine, molte delle quali non fanno fisicamente parte dell'associazione, trovandosi in primo piano; fra queste stelle visibili, infatti, soltanto un paio di esse, dal colore azzurrognolo appartengono realmente a Vulpecula OB1.
Attraverso un telescopio amatoriale di medie dimensioni (120-150mm) è possibile distinguere un leggerissimo addensamento di stelle azzurre di magnitudine compresa fra la nona e la dodicesima, mescolate ad altre di pari magnitudine ma dai colori più tendenti al giallo-arancione; gran parte delle stelle azzurre osservabili qui appartengono fisicamente all'associazione e si concentrano attorno al debole ammasso aperto NGC 6823. Le foto a lunga posa rivelano in questa zona delle estese nebulose a emissione molto deboli, la più notevole delle quali è indicata con la sigla Sh2-86, cui è associato l'ammasso NGC 6820.
Benché questa regione stellare si trovi nell'emisfero celeste boreale, a causa della sua bassa declinazione la sua osservazione è possibile da tutte le aree popolate della Terra; nell'emisfero nord la Volpetta è una delle costellazioni minori più caratteristiche del cielo estivo e inizio-autunnale, essendo posta all'interno dell'asterismo del Triangolo Estivo.

## Struttura e ambiente galattico

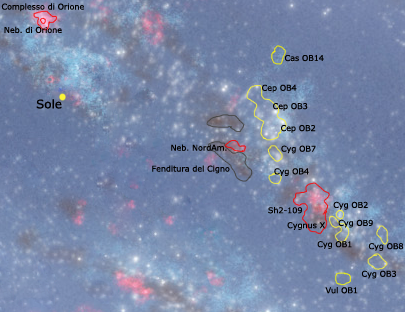
Mappa schematica della regione galattica in direzione del Cigno e della Volpetta vista dal Sole. Vulpecula OB1 si trova in basso a destra.

La regione di Vulpecula OB1 è costituita da una serie di grandi nebulose di gas ionizzato (H II) o neutro (H I) estesa per alcune decine di parsec, associata a una trentina di stelle massicce delle prime classi spettrali (O e B, corrispondenti a stelle di colore blu). I fenomeni di formazione che hanno interessato la regione sarebbero stati relativamente omogenei, come è stato mostrato attraverso lo studio sull'evoluzione degli oggetti stellari giovani della regione; secondo altre teorie invece i meccanismi generazionali si sono propagati da Sh2-88 a Sh2-86.
La regione è dominata dalla presenza di una grande superbolla in espansione, denominata GS061+00+51, attorno e dentro la quale si posizionano le nebulose legate all'associazione. Questa superbolla possiede un aspetto più simile ad una luna crescente e potrebbe essersi originata a causa di due scenari differenti: uno di questi prevede che essa sia il risultato della fusione di tre o più bolle di dimensioni inferiori create dal vento stellare di stelle vicine o, al più, dall'esplosione di tre supernovae; nel punto in cui le bolle si sono intersecate l'espansione è stata rallentata a causa della reciproca espansione opposta, mentre i bordi delle tre bolle non entrati in contatto fra di loro avrebbero continuato ad espandersi, creando la forma irregolare osservata. La seconda ipotesi è che un lato della superbolla in espansione si sia scontrata con una nube molecolare molto densa, la cui espansione avrebbe rallentato e distorto i bordi della superbolla entrati in contatto con essa; a questa teoria ne deriva una terza, secondo la quale l'oggetto che ha generato la superbolla (una stella massiccia o una supernova) si trovava all'interno della nube molecolare in una posizione periferica, causando così un'espansione asimmetrica, più rapida in direzione esterna alla nube e molto più lenta verso il centro della nube stessa.
Entro un raggio di 500 parsec da Vulpecula OB1 si trovano alcune brillanti associazioni OB, la più vicina delle quali è Cygnus OB3, che conta una quarantina di stelle giovani e massicce di classe O e B; nelle vicinanze si trova anche l'ammasso NGC 6819. Entro 700 parsec da Vulpecula OB1 rientra invece uno degli oggetti nebulosi più estesi, complessi e studiati dell'intera volta celeste; questa nebulosa, catalogata come Sh2-109, fa parte assieme all'enorme nube molecolare Cygnus X del complesso nebuloso molecolare del Cigno, una densa regione che ospita alcune brillantissime associazioni OB e alcune fra le stelle più massicce conosciute in tutta la Via Lattea. L'associazione più massiccia è Cygnus OB2, che contiene le stelle più luminose, compresa la stella ipergigante Cygnus OB2-12, che possiede una luminosità oltre 6 milioni di volte superiore a quella del Sole.

## Fenomeni di formazione stellare

Sh2-88, nella parte settentrionale dell'associazione Vulpecula OB1.

Le nebulose associate alla regione di Vulpecula OB1 ospitano alcuni fenomeni di formazione stellare riguardanti in generale stelle di grande e media massa. La più estesa di queste è Sh2-86, una delle più meridionali del gruppo; essa riceve la luce delle giovani stelle dell'ammasso NGC 6823, facente parte dell'associazione. Questa luce, unita alla forte radiazione, ionizza i gas della nube, rendendoli luminosi. Sh2-86 si estende per circa 60' nel senso del piano galattico e per circa 25' perpendicolarmente ad esso e mostra sul lato sudorientale delle strutture colonnari che si protendono in direzione dell'ammasso. All'interno della nube sono stati scoperti 49 densi agglomerati gassosi, individuabili tramite osservazioni submillimetriche, come negli infrarossi; questi addensamenti possiedono delle masse comprese fra 14 e 70 M⊙, che potrebbero generare anche stelle di grande massa.
La parte settentrionale dell'associazione è legata ad altre due nebulose, di dimensioni inferiori rispetto alla precedente; queste due nubi, indicate come Sh2-87 e Sh2-88, sono ionizzate da una stella massiccia di classe spettrale B0 fortemente oscurata e circondata dai gas delle nubi stesse. Entrambe le nubi ospitano fenomeni di formazione stellare, come è testimoniato dalla presenza di getti bipolari, come gli oggetti HH, e di maser ad acqua. In particolare, la nube che fra le due presenta la struttura più complessa è Sh2-88: nei suoi pressi si individuano due densi nuclei nebulosi indicati come Sh2-88A e Sh2-88B. Il primo è una grande nube col margine occidentale netto e oscuro e il bordo orientale molto frastagliato, mentre Sh2-88B, anche se di dimensioni molto ridotte, è la parte più luminosa alla lunghezza d'onda dell'infrarosso; questa nube è formata da una regione H II ultracompatta cui è connessa una nube ionizzata di aspetto cometario. Le stelle eccitatrici dei gas della nube sono di classe B, ossia stelle azzurre; la principale fonte di eccitazione è una stella gigante di classe B1, indicata col numero 82 nella pubblicazione di Deharveng. In questa regione i processi generazionali hanno subito un andamento consequenziale diretto in senso sudovest-nordest, ossia dalla regione Sh2-88A alla nube cometaria e infine al nucleo ultracompatto di Sh2-88B.

Il centro della regione di Vulpecula OB1; in basso sono visibili alcune strutture a chioma, mentre la nube oscura poco sopra il centro dell'immagine cela la nube con l'oggetto responsabile della formazione delle chiome.

Fra le nubi Sh2-86 e Sh2-87, che costituiscono i bordi di una sorta di "bolla" centrata sul nucleo dell'associazione, sono presenti alcune strutture colonnari di gas, dall'aspetto simile ai famosi Pilastri della Creazione visibili all'interno della Nebulosa Aquila (M 16); la formazione di queste strutture, in genere, è dovuta molto probabilmente alla forte azione disgregante ed erosiva della radiazione e del vento stellare delle stelle massicce situate nei pressi di aree nebulose piuttosto dense, che consumano gradualmente dei bozzoli nebulosi più densi formando dietro di essi delle lunghe chiome. Le "cime" di queste nubi, che restano a diretto contatto con la radiazione delle stelle vicine, si comprimono fino a collassare in più punti, generando così protostelle. Esempi di nubi compatte si riscontrano anche nei cosiddetti globuli cometari visibili attorno alla Nebulosa di Gum. Nel caso della regione di Vulpecula OB1, sono note 15 colonne gassose, situate nei pressi dell'ammasso NGC 6823; fra queste, le ultime tre (VulP12, VulP13 e VulP14) sono state probabilmente modellate dall'azione del vento stellare della supergigante blu HD 186746, mentre le chiome delle prime 10 sembrano puntare verso un oggetto nebuloso apparentemente non associato ad alcuna stella massiccia. Questa nube potrebbe ospitare al suo interno un oggetto non conosciuto, che sarebbe il principale responsabile del modellamento di queste colonne. Gli oggetti stellari in formazione sono situati nella parte terminale delle chiome, sulle rispettive punte, e sono osservabili nella banda dell'infrarosso.
In totale nella regione di Vulpecula OB1 sono noti 856 oggetti stellari giovani, di cui 239 sono probabilmente delle protostelle di classe 0 e I, ossia del tipo più giovane, circondate da un denso disco di accrescimento con materiale in precipitazione verso di esse; fra queste vi sono 15 protostelle profondamente immerse nei gas delle loro nubi genitrici. Le protostelle di classe II sono invece 464, di cui 85 appaiono fortemente arrossate a causa dell'estinzione; le restanti 153 sono stelle di classe III con un disco circumstellare molto sottile.
Nella parte più settentrionale della costellazione, vicino al confine col Cigno, è presente il piccolo globulo LDN 810; la nube ospita un maser ad acqua associato a un getto, generato probabilmente da una debole variabile Orione. La sua distanza si aggira attorno ai 2300 parsec, un valore compatibile con quello dell'associazione Vulpecula OB1, e la sua forma cometaria potrebbe essere stata causata dall'interazione della nube con l'onda d'urto proveniente dall'esplosione di una supernova o dal vento stellare delle componenti più massicce, oppure da una combinazione di più fattori.

## Componenti stellari

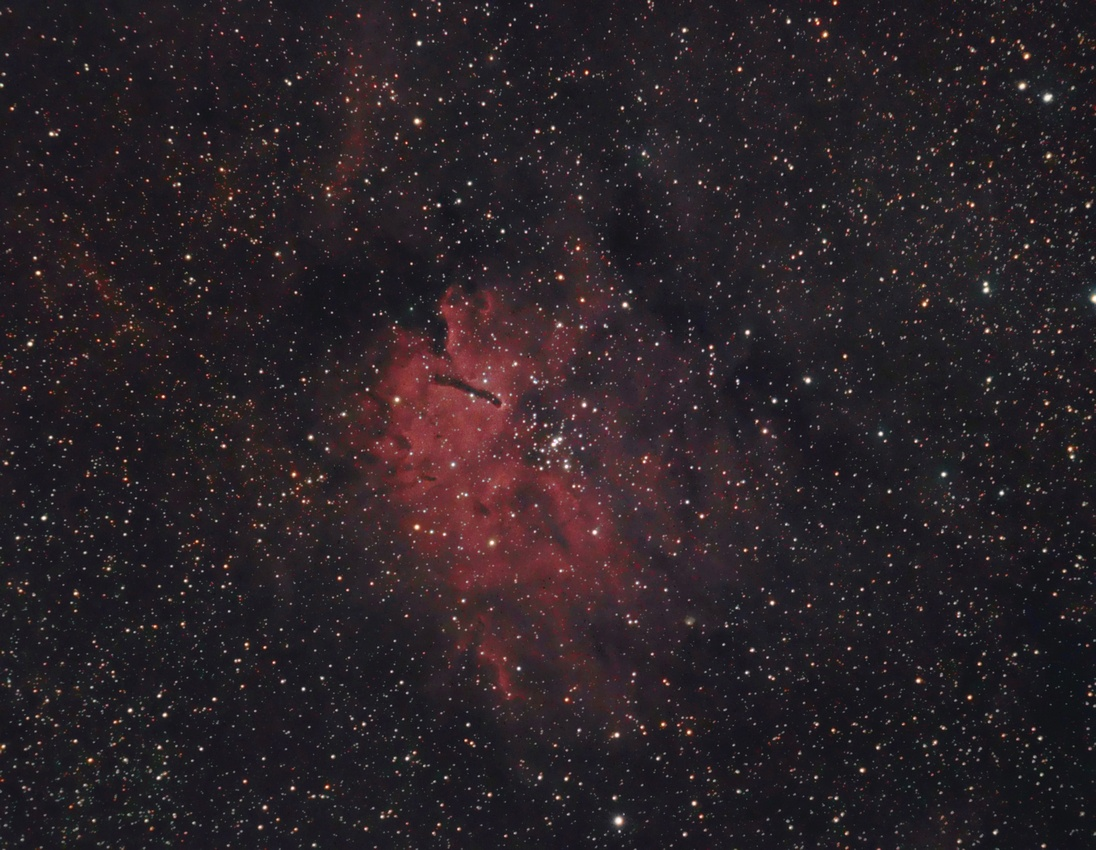
Sh2-86, la nube associata a NGC 6823.

L'associazione Vulpecula OB1 è composta da circa un centinaio di stelle di grande e media massa e si estende per un diametro apparente di oltre 6°; la sua parte centrale coincide con l'ammasso NGC 6823, mentre i suoi membri si possono rinvenire su un'area ovale molto più estesa. Di queste stelle, una trentina appartengono alle classi O e B, come la gigante blu HD 338931 e la stella blu di sequenza principale HD 188895; alcune di esse concorrono direttamente alla ionizzazione delle vicine nubi Sh2-86 e Sh2-87. A queste si aggiungono 16 stelle azzurre la cui distanza è incerta, e pertanto anche la reale appartenenza all'associazione.
Il centro più denso dell'associazione è NGC 6823, che si estende per circa 50 anni luce di diametro all'interno della nebulosa Sh2-86; contiene una quarantina di stelle giovanissime, in gran parte delle classi O e B, la cui età si aggira attorno ai 2-5 milioni di anni. Secondo alcuni studi, nella regione dell'ammasso si sono avvicendati due cicli generazionali: il primo è occorso non più tardi di 2 milioni di anni fa e ha generato le stelle più stabili e vecchie del gruppo; la seconda generazione invece ha avuto luogo circa 500.000 anni fa e comprende tutte le stelle di pre-sequenza principale che si osservano attorno all'ammasso stesso. Questa nuova generazione di stelle sarebbe stata provocata probabilmente dall'esplosione di una o più supernovae, che avrebbe compresso i gas della vicina nube.

### Testi generali
- (EN) Stephen James O'Meara, Deep Sky Companions: Hidden Treasures, Cambridge University Press, 2007, ISBN 0-521-83704-9.
- (EN) Robert Burnham, Jr, Burnham's Celestial Handbook: Volume Two, New York, Dover Publications, Inc., 1978.
- (EN) Thomas T. Arny, Explorations:  An Introduction to Astronomy, 3 updatedª ed., Boston, McGraw-Hill, 2007, ISBN 0-07-321369-1.
- AA.VV, L'Universo - Grande enciclopedia dell'astronomia, Novara, De Agostini, 2002.
- J. Gribbin, Enciclopedia di astronomia e cosmologia, Milano, Garzanti, 2005, ISBN 88-11-50517-8.
- W. Owen, et al, Atlante illustrato dell'Universo, Milano, Il Viaggiatore, 2006, ISBN 88-365-3679-4.

### Testi specifici

#### Sull'evoluzione stellare
- (EN) C. J. Lada, N. D. Kylafits, The Origin of Stars and Planetary Systems, Kluwer Academic Publishers, 1999, ISBN 0-7923-5909-7.
- A. De Blasi, Le stelle: nascita, evoluzione e morte, Bologna, CLUEB, 2002, ISBN 88-491-1832-5.
- C. Abbondi, Universo in evoluzione dalla nascita alla morte delle stelle, Sandit, 2007, ISBN 88-89150-32-7.

#### Sull'associazione Vulpecula OB1
- Billot, N.; Noriega-Crespo, A.; Carey, S.; Guieu, S.; Shenoy, S.; Paladini, R.; Latter, W., Young Stellar Objects and Triggered Star Formation in the Vulpecula OB Association, in The Astrophysical Journal, vol. 712, n. 2, aprile 2010,  pp. 797-81, DOI:10.1088/0004-637X/712/2/797.

### Carte celesti
- Toshimi Taki, Taki's 8.5 Magnitude Star Atlas, su geocities.jp, 2005. URL consultato il 7 novembre 2010 (archiviato dall'url originale il 5 novembre 2018). - Atlante celeste liberamente scaricabile in formato PDF.
- Tirion, Rappaport, Lovi, Uranometria 2000.0 - Volume I - The Northern Hemisphere to -6°, Richmond, Virginia, USA, Willmann-Bell, inc., 1987, ISBN 0-943396-14-X.
- Tirion, Sinnott, Sky Atlas 2000.0, 2ª ed., Cambridge, USA, Cambridge University Press, 1998, ISBN 0-933346-90-5.
- Tirion, The Cambridge Star Atlas 2000.0, 3ª ed., Cambridge, USA, Cambridge University Press, 2001, ISBN 0-521-80084-6.